# Віцилівітль

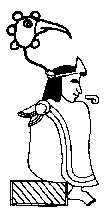
Віцилівітль, другий тлатоані Теночтітлану.

Віцилівітль (науатль Huitzilihuitl, МФА: [wit͡siˈliʔwit͡ɬ], вимоваⓘ; 1379—1414) — другий володар Теночтітлану, син Акамапічтлі та Міяхуацін, доньки правителя міста Тетепанко. Був тлатоані з 1395 до 1414 року. Ім'я перекладається як «Пір'я колібрі».

## Внутрішня політика
Віцилівітль продовжував політику батька зі зміцнення влади як всередині своєї держави, так за її межами. Він створив Королівську раду, або Тлатокан, а також посади чотирьох виборних тлатоані радників. Їх завданням була допомога новому монарху в перші роки після вступу на трон.
Значну увагу Віцилівітль приділяв розвитку економіки своєї держави. Було налагоджено бавовняну промисловість, продуктами якої Теночтітлан забезпечував більшість міст-держав долин Мехіка та Пуебло. Крім того того, володар Теночтітлану планував провести водопровід для покращення постачання водою мешканців міста, однак це йому не вдалося. Віцилівітль зміцнив оборону Теночтітлана, збудувавши у найважливішому місці фортецю.

## Зовнішня політика
У зовнішній політиці Віцилівітль дотримувався союзу з Тезозомоком, володарем держави Ацкапотцалько, на донькі якого Віцилівітль одружився. Це дало змогу правителю Теночтітлану знменшити розмір данини, яку до того сплачував Теночтітлан Ацкапотцалько. Віцилівітль допомгав Тезозомоку у боротьбі з містами Куаутітлан, Хальтокан, Тескоко, Тильтітлан, Отомпа, Акольман, Толланцинко. У цих військах тлатоані Теночтітлану отримав значну здобич.

## Родина
- Перша дружина — Айяучіхуатль, донька Тезозомока, тлатоані Ацкапотцалько;

Діти:
- Чимальпопоку;
- Матлалкхуацін, дружина Іштлільхочитля, правителя Тескоко.

- Друга дружина — Міяхуаксихуітль, донька Тлакакуітлахуаціна, тлатоані Куанауака;

Діти:
- Монтесума;
- Тлакаелель;
- Веве.